# Новозеландско-тонганские отношения
Новозеландско-тонганские отношения — двусторонние дипломатические отношения между Тонгой и Новой Зеландией.
Обе страны являются членами Содружества Наций, Форума тихоокеанских островов и ООН.

## История
Новая Зеландия и Тонга принадлежат к полинезийскому треугольнику. Коренные жители Новой Зеландии из числа маори имеют генетическое и культурное сходство с народом Тонга. В девятнадцатом веке контакты между двумя странами были возобновлены после британской колонизации Новой Зеландии. Начиная с 1840-х годов, король Джордж Тупоу I и губернатор Новой Зеландии Джордж Грей начали вести переписку для того, чтобы обращаться за советом по вопросам законодательства и власти. В 1918 году на корабле из Новой Зеландии  в Тонга привезли пандемию гриппа (также известная как испанский грипп) . Вирус убил приблизительно 1800 тонганцев, что убило около восьми процентов населения страны.
Во время Первой мировой войны тонганские солдаты служили в маори и регулярных батальонах в новозеландской армии. В 1947 году с принятием закона о Вестминстерском усыновлении Новая Зеландия фактически стала независимой страной от Соединенного Королевства. В 1967 году премьер-министр Новой Зеландии Кит Холиок посетил Тонгу для коронации короля Тонги Тауфаахау Тупоу IV.
В июне 1970 года Тонга перестала быть охраняемым государством Соединенного Королевства. В том же году Новая Зеландия и Тонга установили дипломатические отношения. Первоначально Новая Зеландия была аккредитована в Тонге от ее высокой комиссии в Апиа, Самоа. В 1974 году Новая Зеландия открыла резидентскую высшую комиссию в Нукуалофе. С момента установления дипломатических отношений двусторонние отношения между двумя странами неуклонно растут. В 2008 году премьер-министр Новой Зеландии Хелен Кларк приняла участие в коронации короля Тонги Джорджа Тупоу V. В 2009 году Тонга открыла свою первую высокую комиссию в Веллингтоне, однако высокая комиссия была закрыта в 2012 году по финансовым причинам. Позже Тонга открыла генеральное консульство в Окленде.
В марте 2018 года премьер-министр Новой Зеландии Джасинда Ардерн и министр иностранных дел Уинстон Питерс возглавили Тихоокеанскую миссию в Тонгу. Находясь в Тонга, премьер-министр объявил о восстановительном пакете на 10 миллионов долларов для тех, кто пострадал от циклона Гита. В марте 2019 года король Тонга Тупоу VI и королева Нанасипау Тукуахо посетили Новую Зеландию.
В 2020 году Новая Зеландия и Тонга будут отмечать 50-летие дипломатических отношений.

## Миграция и транспорт
В Новой Зеландии проживает около 60 000 жителей Тонга. В Новой Зеландии находится самая большая община Тонга за пределами Тонги.
Между двумя странами есть прямые рейсы с Air New Zealand.

## Торговля
В 2018 году товарооборот между двумя странами составил 240 миллионов долларов Новой Зеландии. Основной экспорт Новой Зеландии в Тонгу включает: туристические услуги, механическое оборудование, молочные продукты, древесину и мясо. Основной экспорт Тонги в Новую Зеландию включает: туристические услуги, овощи, фрукты и орехи.

## Дипломатические миссии
Новая Зеландия имеет высокую комиссию в Нукуалофе.
Тонга имеет генеральное консульство в Окленде.